# Serpentine Gallery

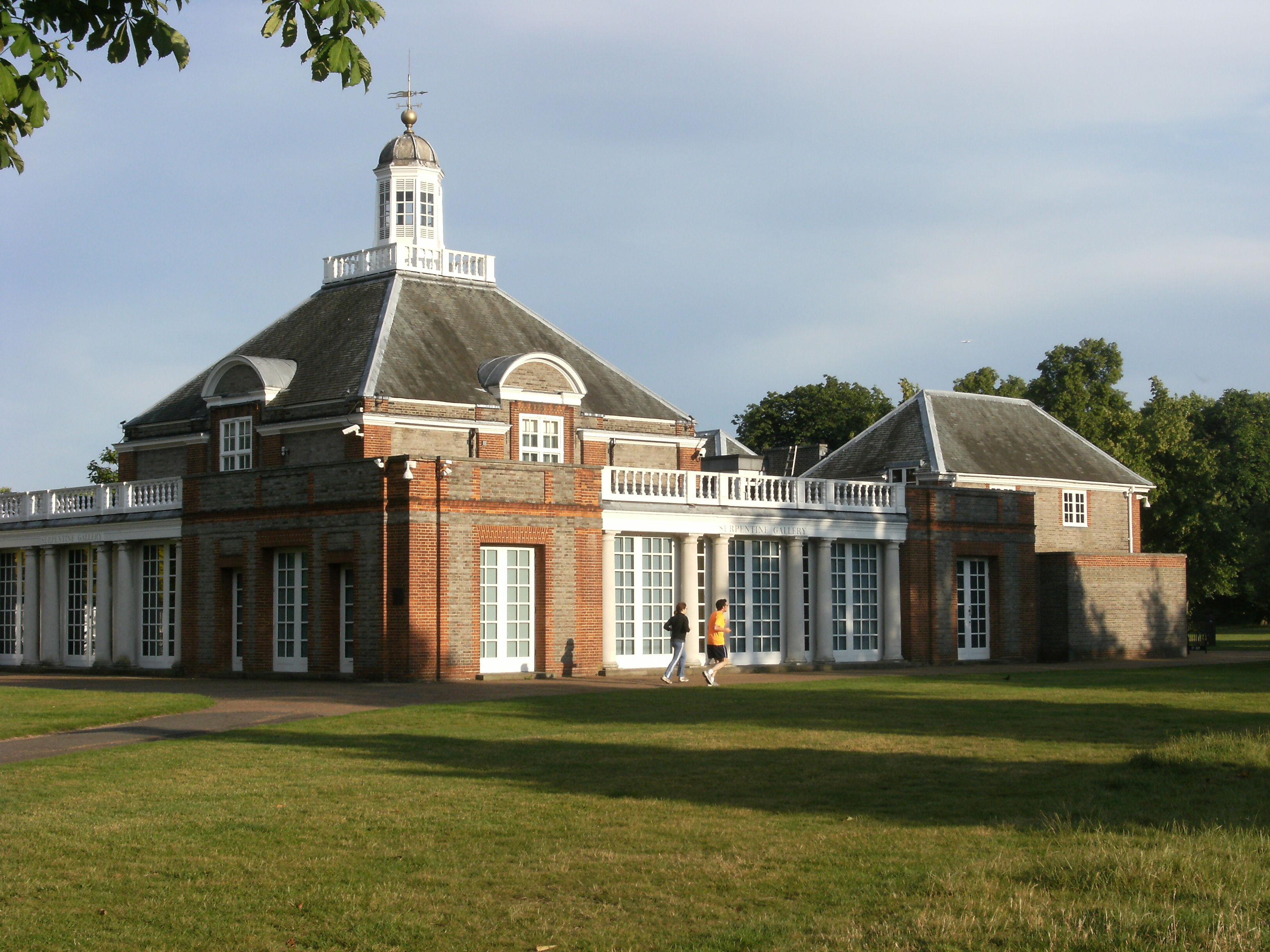
Serpentine Gallery (Foto: 2011)

Die Serpentine Gallery ist ein Kunstmuseum in den Kensington Gardens im Zentrum von London. Sie stellt im Wesentlichen moderne und zeitgenössische Kunst aus. Nach eigenen Angaben besuchen jährlich mehr als 750.000 Menschen die Ausstellung. Der Eintritt ist kostenlos. Finanziert wird die Galerie von der britischen Regierung und von privaten Mäzenen.

## Entwicklung
Die Galerie wurde 1970 von dem Arts Council of Great Britain gegründet und in einem klassizistischen Teehaus aus dem Jahre 1934 untergebracht. Auf dem Fußboden im Eingangsbereich des Gebäudes befindet sich ein Kunstwerk von Hamilton Finlay in Zusammenarbeit mit Peter Coates zu Ehren Lady Dianas, die Schirmherrin der Galerie war. Ihren Namen hat die Galerie von dem nahe gelegenen Serpentine Lake. Werke von Man Ray, Henry Moore, Andy Warhol, Maria Lassnig, Marisa Merz und Damien Hirst wurden bis heute gezeigt.
Von 1986 bis 2016 war Julia Peyton-Jones Direktorin. Unter ihrer Leitung entstand ein völlig neues Ausstellungs-Konzept.
Als ihre Nachfolgerin wurde 2016 die britische Geschäftsfrau und Philanthropin Yana Peel gewählt. Hans-Ulrich Obrist, der bereits seit 2003 als Co-Direktor für Ausstellungen und Programme in den Serpentine Galleries arbeitet, übernahm mit gleichem Datum das Amt des künstlerischen Leiters (Artistic director). Im Juni 2019 legte Yana Peel ihr Amt als executive director nieder.
Die Galerie war in der ersten Zeit nur in den Sommermonaten geöffnet.
Seit 2000 errichten jährlich zunehmend junge Architekten auf dem Gelände einen temporären Pavillon und präsentieren damit ihre Ideen der Öffentlichkeit. 2016 wurden zusätzlich vier weitere Pavillons als öffentliche Sommerhäuser errichtet. Architekten waren der nigerianische Architekt Kunlé Adeyemi, das deutsch-amerikanische Büro Barkow Leibinger, der Londoner Architekt und Designer Asif Khan und der ungarisch-französische Architekturutopiker Yona Friedman.

## Ausstellungen
- 2016: Helen Marten: Dark Brown House.
- 2018: Christo and Jeanne-Claude: The Mastaba.

## Pavillons
Folgende Architekten gestalteten einen Pavillon für die Serpentine Gallery:

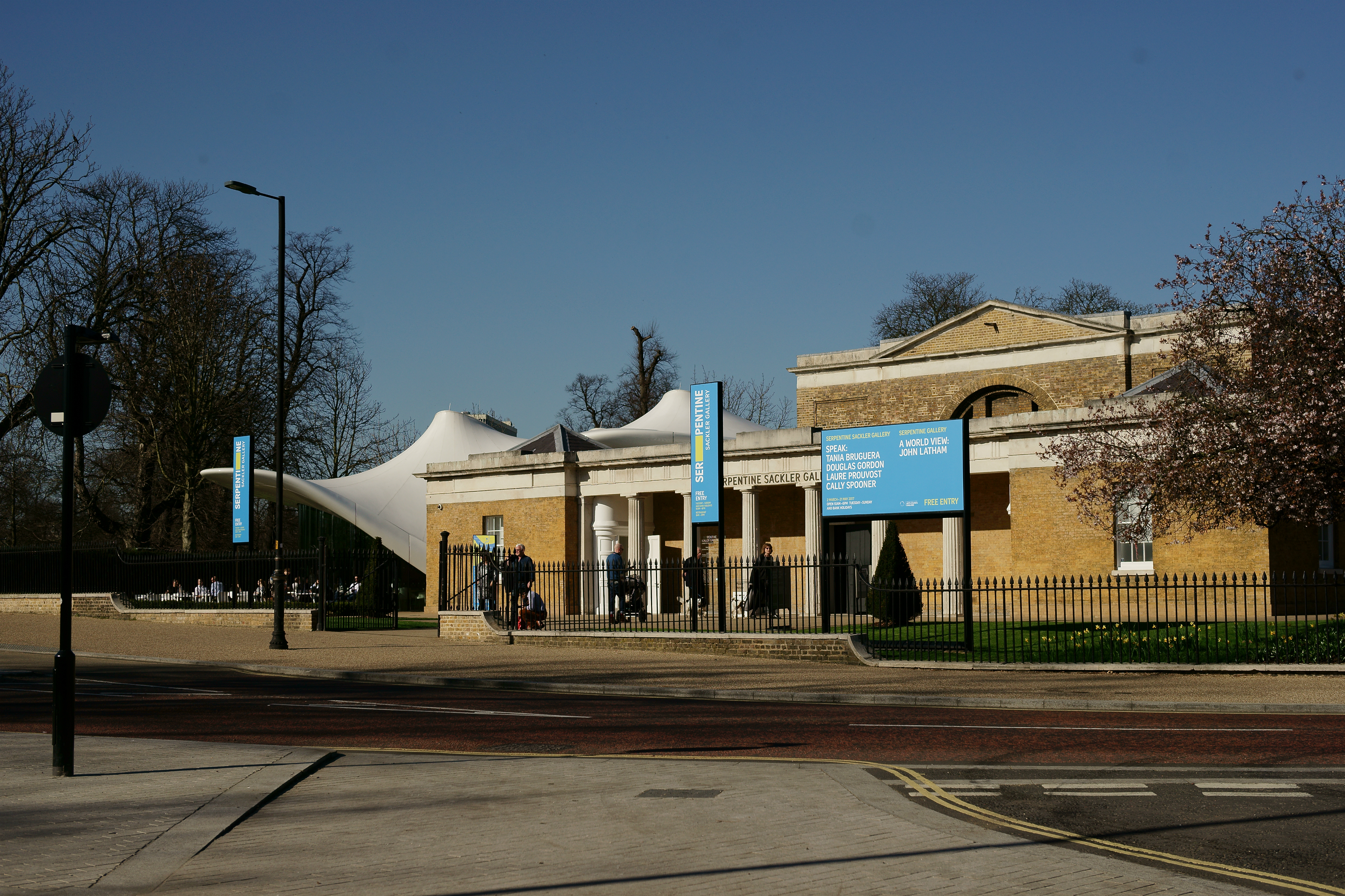
Serpentine Sackler Gallery mit dem Anbau von Zaha Hadid und Patrik Schumacher

| Nr. | Jahr | Architekten                                                    | Foto | Quelle        |
| --- | ---- | -------------------------------------------------------------- | ---- | ------------- |
| 1   | 2000 | Zaha Hadid                                                     |      | [ 6 ]         |
| 2   | 2001 | Daniel Libeskind mit Arup                                      |      | [ 7 ]         |
| 3   | 2002 | Toyo Ito                                                       |      |               |
| 4   | 2003 | Oscar Niemeyer                                                 |      | [ 8 ]         |
| –   | 2004 | MVRDV (wurde nicht realisiert)                                 | –    | [ 9 ]         |
| 5   | 2005 | Álvaro Siza Vieira und Eduardo Souto de Moura                  |      |               |
| 6   | 2006 | Rem Koolhaas mit Cecil Balmond und Arup                        |      |               |
| 7   | 2007 | Olafur Eliasson und Kjetil Thorsen                             |      |               |
| 8   | 2008 | Frank Gehry                                                    |      |               |
| 9   | 2009 | SANAA = Kazuyo Sejima und Ryūe Nishizawa                       |      |               |
| 10  | 2010 | Jean Nouvel                                                    |      |               |
| 11  | 2011 | Peter Zumthor, mit einem Garten von Piet Oudolf                |      |               |
| 12  | 2012 | Ai Weiwei und Herzog & de Meuron                               |      |               |
| 13  | 2013 | Sou Fujimoto                                                   |      |               |
| 14  | 2014 | Smiljan Radic                                                  |      |               |
| 15  | 2015 | SelgasCano                                                     |      | [ 10 ]        |
| 16  | 2016 | Bjarke Ingels                                                  |      | [ 11 ]        |
| 17  | 2017 | Diébédo Francis Kéré                                           |      | [ 12 ]        |
| 18  | 2018 | Frida Escobedo                                                 |      | [ 13 ]        |
| 19  | 2019 | Junya Ishigami                                                 |      | [ 14 ]        |
| –   | 2020 | Eröffnung verschoben auf 2021                                  | –    | [ 15 ] [ 16 ] |
| 20  | 2021 | Counterspace, Sumayya Vally, Sarah de Villiers und Amina Kaska |      |               |
| 21  | 2022 | Theaster Gates                                                 |      | [ 17 ]        |
| 22  | 2023 | Lina Ghotmeh                                                   |      | [ 18 ]        |
| 23  | 2024 | Minsuk Cho                                                     |      | [ 19 ] [ 20 ] |

## Serpentine Sackler Gallery
Seit 2013 besteht in der Nähe der Galerie  die Serpentine Sackler Gallery, die in einem ehemaligen Schießpulvermagazin aus dem Jahre 1805 untergebracht ist. Benannt ist die Galerie nach den beiden Mäzenen Mortimer und Theresa Sackler, deren Stiftung, die The Dr. Mortimer and Theresa Sackler Foundation, die Finanzierung des Projekts ermöglicht hat.
Der moderne Anbau wurde von der Architektin Zaha Hadid in Zusammenarbeit mit Patrik Schumacher geplant und 2013 fertiggestellt. Die Galerie hat eine Ausstellungsfläche von 905 m² sowie ein Restaurant und ein Ladengeschäft.
Ausstellungen (Auswahl)
- 2013/2014: Wael Shawky: Myths and Legends.
- 2014 waren ferner unter anderem Werke des italienischen Designers Martino Gamper unter dem Titel Design is a State of Mind[23] sowie der US-amerikanischen Bildhauerin Trisha Donnelly zu sehen.
- 2015: Simon Denny. Products for Formalized Organizations.